# Dąbrówka (gemeente)
De gemeente Dąbrówka is een landgemeente in het Poolse woiwodschap Mazovië, in powiat Wołomiński.
De zetel van de gemeente is in Dąbrówka.
Op 30 juni 2004 telde de gemeente 6843 inwoners.

## Oppervlakte gegevens
In 2002 bedroeg de totale oppervlakte van gemeente Dąbrówka 109,05 km², waarvan:
- agrarisch gebied: 71%
- bossen: 20%

De gemeente beslaat 11,41% van de totale oppervlakte van de powiat.

## Demografie
Stand op 30 juni 2004:
| Omschrijving                   | Totaal | Totaal | Vrouwen | Vrouwen | Mannen | Mannen |
| ------------------------------ | ------ | ------ | ------- | ------- | ------ | ------ |
| eenheid                        | aantal | %      | aantal  | %       | aantal | %      |
| inwoners                       | 6843   | 100    | 3401    | 49,7    | 3442   | 50,3   |
| bevolkingsdichtheid (inw./km²) | 62,8   | 62,8   | 31,2    | 31,2    | 31,6   | 31,6   |

In 2002 bedroeg het gemiddelde inkomen per inwoner 1523,83 zł.

## Administratieve plaatsen (sołectwo)
Chajęty, Chruściele, Cisie, Czarnów, Dręszew, Działy Czarnowskie, Dąbrówka, Guzowatka, Józefów, Karolew, Karpin, Kowalicha, Kołaków, Kuligów, Lasków, Ludwinów, Marianów, Małopole, Ostrówek, Sokołówek, Stanisławów, Stasiopole, Teodorów, Trojany, Wszebory, Zaścienie, Ślężany.

## Aangrenzende gemeenten
Klembów, Radzymin, Somianka, Tłuszcz, Zabrodzie